# کارن لگ
کارن لگ (به انگلیسی: Karen Legg) (زادهٔ ۳ ژوئن ۱۹۷۸) شناگر اهل بریتانیا است.